# Рокка, Олави
Олави Антеро «Олли» Рокка (фин. Olavi Antero „Olli“ Rokka, 9 августа 1925, Выборг, Финляндия — 21 декабря 2011, Хювинкяа, Финляндия) — финский пятиборец, финский пятиборец, бронзовый призёр летних Олимпийских игр в Хельсинки (1952).
На Олимпийских играх в Хельсинки (1952) стал 13-м в личном зачете и завоевал бронзу в командном зачете. Являлся трехкратным бронзовым призёром чемпионата Финляндии (1952, 1953, 1957). Также дважды выигрывал национальный чемпионат в фехтовании на шпагах (1952, 1955) и представлял Финляндию на чемпионате мира по фехтованию в 1957 г.
По окончании спортивной карьеры с 1970 по 1990 гг. работал судьей по гражданским делам в Хювинкяа.